# Бозтал (Акмолинская область)
Бозта́л (каз. Бозтал) — село в Ерейментауском районе Акмолинской области Казахстана, образует административно-территориальное образование «Село Бозтал» со статусом сельского округа (соответствующий 3-му уровню административно-территориальной единицы).
- Код КАТО — 114639100[1].
- Код КАТО АТЕ — 114639000[2].

## География
Село расположено на берегу реки Оленты, в юго-восточной части района, на расстоянии примерно 49 километров (по прямой) к востоку от административного центра района — города Ерейментау.
Абсолютная высота — 315 метров над уровнем моря.
Климат холодно-умеренный, с хорошей влажностью. Среднегодовая температура воздуха положительная и составляет около +4,0°С. Среднемесячная температура воздуха в июле достигает +20,2°С. Среднемесячная температура января составляет около -14,6°С. Среднегодовое количество осадков составляет около 385 мм. Основная часть осадков выпадает в период с июня по август.
Ближайшие населённые пункты: станция Уленты — на севере.

## Население
В 1989 году население села составляло 1241 человек (из них казахи — 78 %).
В 1999 году население села составляло 1131 человек (574 мужчины и 557 женщин). По данным переписи 2009 года, в селе проживало 810 человек (422 мужчины и 388 женщин).
| Численность населения | Численность населения | Численность населения |
| 1989                  | 1999                  | 2009                  |
| --------------------- | --------------------- | --------------------- |
| 1241                  | ↘1131                 | ↘810                  |

В 2004 году упраздненное село Усамбай было переведено в категорию иных поселений и включено в состав села Бозтал.

## Улицы[6]
- ул. Ардагерлер
- ул. Бауыржан Момышулы
- ул. Достык
- ул. Тауелсиздик
- ул. Ынталы